# 春海百乃
春海 百乃（はるみ もも、2006年3月7日 - ）は日本の女性声優。ラクーンドッグ預かり所属。東京都出身。
初主演作は2025年のテレビアニメ『宇宙人ムームー』の梅屋敷桜子。

## 人物
趣味はタギロン、カラオケ。特技はイラスト、立ちブリッジ。資格は剣道初段、空手三段。高校の時からバレエを習っている。その時は「声優の仕事の中で何かにつながったらいいな」と思い、アルバイトできるようになってから自分のアルバイト代でバレエを始めたという。

## 出演
太字はメインキャラクター。

### アニメ
2024年
- るろうに剣心 -明治剣客浪漫譚- 京都動乱（子猫）

2025年
- どうせ、恋してしまうんだ。
- 宇宙人ムームー（梅屋敷桜子）
- ある魔女が死ぬまで（街の人々）

### ゲーム
- リルヤとナツカの純白な嘘（2024年）[6]
- ホーリーアンデッド 〜非モテでぼっちの死霊術士が、聖女に転生してお友達を増やします〜（2024年、オルタンス・ゼルスディン・バルバロッサ[7]）

### その他コンテンツ
- バンダイ LINK TRAVELERS-リンクトラベラーズ- 〜大海原の大決戦！編〜 PV（2025年、黒髪のアイドル海賊[8]）

## ディスコグラフィ

### キャラクターソング
| 発売日        | 商品名         | 歌                                           | 楽曲               | 備考                                             |
| ------------- | -------------- | -------------------------------------------- | ------------------ | ------------------------------------------------ |
| 2025年4月30日 | さよなら人類   | さくらこ（春海百乃）、ムームー（小桜エツコ） | 「さよなら人類」   | テレビアニメ『宇宙人ムームー』エンディングテーマ |
| 2025年7月9日  | すばらしい日々 | さくらこ（春海百乃）、ムームー（小桜エツコ） | 「すばらしい日々」 | テレビアニメ『宇宙人ムームー』エンディングテーマ |